# لوكاس سيلفا (لاعب كرة قدم مواليد 1998)
لوكاس سيلفا (بالبرتغالية: Lucas da Silva de Jesus‏) هو لاعب كرة قدم برازيلي في مركز الهجوم، ولد في 30 يناير 1998 في ريو دي جانيرو في البرازيل. لعب مع نادي فلامنغو.

## وصلات خارجية
- لوكاس سيلفا (لاعب كرة قدم مواليد 1998) على موقع قاعدة بيانات كرة القدم.إي يو (الإنجليزية)
- لوكاس سيلفا (لاعب كرة قدم مواليد 1998) على موقع Soccerway.com (الإنجليزية)